# Cunnawarra
Cunnawarra är ett släkte av spindlar. Cunnawarra ingår i familjen Amphinectidae.
Kladogram enligt Catalogue of Life:
| Cunnawarra | \| \| Cunnawarra cassisi \| \| \| \| \| \| Cunnawarra grayi \| \| \| \| |
|            | \| \| Cunnawarra cassisi \| \| \| \| \| \| Cunnawarra grayi \| \| \| \| |
|            | Cunnawarra cassisi                                                      |
|            |                                                                         |
|            | Cunnawarra grayi                                                        |
|            |                                                                         |